# Miss Internacional 2023
Miss Internacional 2023 fue la 61.ª edición del Miss Internacional. Se llevó a cabo el 26 de octubre de 2023 en el Segundo Gimnasio del Estadio Nacional Yoyogi, en el barrio de Shibuya, Tokio, Japón. Candidatas de 70 países y territorios autónomos compitieron por el título. Al final del evento, Jasmin Selberg de Alemania coronó a Andrea Rubio de Venezuela como su sucesora

## Resultados
| Posiciones                | Candidata |
| ------------------------- | --- |
| Miss Internacional 2023   | - Venezuela - Andrea Rubio |
| Primera finalista         | - Colombia - Sofía Osío |
| Segunda finalista         | - Perú - Camila Díaz |
| Tercera finalista         | - Filipinas - Nicole Borromeo |
| Cuarta finalista          | - Bolivia - Vanessa Hayes |
| Semifinalistas (Top 7)    | - México - Itzia García (Δ) - Tailandia - Supaporn Ritthipruek |
| Cuartofinalistas (Top 15) | - Costa de Marfil - Nassita Diako (Δ) - Grecia - Zoi Asoumanaki - Hong Kong - «Verna» Leung Ting Xin - Malasia - Casandra Yap - Panamá - Linette Clément - Puerto Rico - Amanda Solis - República Dominicana - Yamilex Hernández - Vietnam - Nguyễn Phương Nhi (Δ) |

- (Δ): Fue elegida por el voto del público en la App oficial del concurso.

### Reinas continentales
| Premio                           | Candidata                                   |
| -------------------------------- | ------------------------------------------- |
| Miss Internacional África        | - Ghana - Mercy Jane Adorkor Pappoe         |
| Miss Internacional América       | - Estados Unidos - Kenyatta Michelle Beazer |
| Miss Internacional Asia Pacífico | - Macao - Emily Yau                         |
| Miss Internacional Europa        | - Reino Unido - Alisha Cowie                |

### Premios especiales
| Premio                                | Candidata                                                                               |
| ------------------------------------- | --------------------------------------------------------------------------------------- |
| Mejor Traje Nacional                  | - Angola - Teresa Antonio Sara                                                          |
| Premio People's Choice                | - Costa de Marfil - Nassita Diako - México - Itzia García - Vietnam - Nguyễn Phương Nhi |
| Miss Fitness (Mejor en Traje de Baño) | - Zimbabue - Charlotte Muziri                                                           |
| Miss Fotogénica                       | - Nueva Zelanda - Georgia Waddington                                                    |

#### Mejor en Traje de Noche
| Posición | Candidata |
| -------- | --- |
| Ganadora | - Indonesia - Farhana Nariswari |
| Top 7    | - Angola - Teresa Sara - Bolivia - Vanessa Hayes - Colombia - Sofía Osío - Filipinas - Nicole Borromeo - Japón - Tamao Yoneyama - Panamá - Linette Clément |

## Candidatas
70 candidatas compitieron por el título:
(En la tabla se utiliza su nombre completo, los sobrenombres van entrecomillados y los apellidos utilizados como nombre artístico, entre paréntesis; fuera de ella se utilizan sus nombres «artísticos» o simplificados).
| País/Territorio      | Candidata                                 | Edad | Residencia               |
| -------------------- | ----------------------------------------- | ---- | ------------------------ |
| Angola               | Teresa Antonio Sara                       | 26   | Soyo                     |
| Australia            | Jazel Mae Alarca                          | 23   | Sídney                   |
| Bangladés            | Farzana Yasmin Ananna                     | 23   | Khulna                   |
| Bélgica              | Jolien Pede                               | 25   | Zwalm                    |
| Bolivia              | Vanessa Alexandra Hayes Schutt            | 24   | Santa Cruz               |
| Brasil               | Beatriz Goulart                           | 22   | Río Grande del Norte     |
| Camboya              | Somnang Alyna                             | 21   | Nom Pen                  |
| Canadá               | Melanie Renaud                            | 26   | Windsor                  |
| Chile                | Valerie Johnson García                    | 22   | Valparaíso               |
| Colombia             | Sofía Osío Luna                           | 23   | Barranquilla             |
| Corea del Sur        | Bo Bin Yung                               | 24   | Seúl                     |
| Costa de Marfil      | Nassita Diako                             | 25   | Dimbokro                 |
| Costa Rica           | Stacy Montero Camacho                     | 20   | San José                 |
| Cuba                 | Sheyla Ravelo Pérez                       | 24   | San Antonio de los Baños |
| Dinamarca            | Julie Stabel Brink                        | 26   | Ishøj                    |
| Ecuador              | Tatiana Georgette Kalil Roha              | 21   | Guayaquil                |
| El Salvador          | Daniella Alejandrina Hidalgo Luna         | 25   | Sensuntepeque            |
| España               | Claudia González                          | 26   | Agüimes                  |
| Estados Unidos       | Kenyatta Michelle Beazer                  | 26   | Baltimore                |
| Estonia              | Karolin Kippasto                          | 27   | Tartu                    |
| Filipinas            | Nicole Yance Borromeo                     | 22   | Cebú                     |
| Finlandia            | Petra Jasmina Hämäläinen                  | 27   | Savonlinna               |
| Francia              | Lysia Allaire                             | 18   | Mérignac                 |
| Ghana                | Mercy Jane Adorkor Pappoe                 | 25   | Acra                     |
| Grecia               | Zoi Asoumanaki                            | 22   | Rétino                   |
| Guatemala            | María Reneé Díaz Caballeros               | 24   | Ciudad de Guatemala      |
| Hawái                | Maka'ala Kahikinaokalālani Victoria Perry | 24   | Oahu                     |
| Hong Kong            | «Verna» Leung Ting Xin                    | 25   | Hong Kong                |
| India                | Praveena Aanjna                           | 24   | Udaipur                  |
| Indonesia            | Farhana Nariswari Wisandana               | 26   | Bandung                  |
| Jamaica              | Sabrina Johnson                           | 20   | Mánchester               |
| Japón                | Tamao Yoneyama                            | 26   | Tokio                    |
| Laos                 | Aliya Inthavong                           | 27   | Bokeo                    |
| Lesoto               | Boitumelo Sehlotho Setlaba                | 21   | Maseru                   |
| Lituania             | Irmina Preišegalavičiūtė                  | 27   | Vilna                    |
| Macao                | Emily Yau                                 | 28   | Macao                    |
| Malasia              | Casandra Yap                              | 24   | Johor Bahru              |
| Martinica            | Pauline Bettina Nadine Thimon             | 26   | Fort-de-France           |
| Mauricio             | Karishma Hurlall                          | 23   | New Grove                |
| México               | Itzia Margarita García Jiménez            | 24   | Manzanillo               |
| Moldavia             | Djulieta Calalb                           | 18   | Chisináu                 |
| Mongolia             | Javkhlan Munguntsatsralt                  | 24   | Ulán Bator               |
| Myanmar              | Ei Ei Myint Aung Thein                    | 23   |                          |
| Nepal                | Prasiddhy Shah                            | 25   | Patan                    |
| Nicaragua            | Leylani Leytón                            | 20   | Managua                  |
| Nigeria              | Roseline Blessing Bolarinde Ibukunoluwa   | 28   | Lagos                    |
| Noruega              | Madeleine Anna Malmberg                   | 19   | Fredrikstad              |
| Nueva Zelanda        | Georgia Waddington                        | 22   | Christchurch             |
| Países Bajos         | Morgan Doelwijt                           | 25   | Utrecht                  |
| Pakistán             | Misbah Arshad                             | 26   | Punyab                   |
| Panamá               | Linette Marie Clément Marciaga            | 26   | Limón                    |
| Paraguay             | Jazmín de la Sierra Rodríguez de Souza    | 26   | Asunción                 |
| Perú                 | Camila Díaz Daneri                        | 21   | Junín                    |
| Polonia              | Julia Marcinkowska                        | 22   | Ślesin                   |
| Portugal             | Lilene Vieira Serrao                      | 27   | Lisboa                   |
| Puerto Rico          | Amanda Paola Pérez Solís                  | 24   | Río Grande               |
| Reino Unido          | Alisha Cowie May                          | 24   | Newcastle                |
| República Checa      | Dominika Něměcková                        | 22   | Praga                    |
| República Dominicana | Yamilex Hernández del Orbe                | 23   | La Vega                  |
| Serbia               | Viktorija Stojiljković                    | 19   | Niš                      |
| Singapur             | Chavelle Qi Rui Chong                     | 22   | Singapur                 |
| Sri Lanka            | Umanda Induwari Bamunuachchi              | 21   | Colombo                  |
| Sudáfrica            | Jenique Botha                             | 20   | Edenvale                 |
| Tailandia            | Supaporn Ritthipruek                      | 26   | Chiang Mai               |
| Taiwán               | Anita Yun Ya Wang                         | 27   | Taipéi                   |
| Túnez                | Mariam Ben Abroug                         | 27   | Túnez                    |
| Uganda               | Emily Hope Muwanguzi                      | 23   | Mbale                    |
| Venezuela            | Andrea Valentina Rubio Armas              | 24   | Caracas                  |
| Vietnam              | Nguyễn Phương Nhi                         | 21   | Thanh Hóa                |
| Zimbabue             | Charlotte Muziri                          | 26   | Masvingo                 |

## Sobre los países de Miss Internacional 2023

### Naciones que debutan en la competencia
- Bangladés
- Lesoto
- Pakistán

### Naciones que se retiran de la competencia
- Alemania
- Bielorrusia
- Cabo Verde
- Eslovaquia
- Haití
- Honduras
- Islas Marianas del Norte
- Italia
- Kenia
- Namibia
- Rumania
- Togo
- Uzbekistán

### Naciones que regresan a la competencia
- Angola que compitió por última vez en 2004.
- Martinica que compitió por última vez en 2010.
- Estonia y  Serbia que compitieron por última vez en 2014.
- Lituania que compitió por última vez en 2017.
- Moldavia que compitió por última vez en 2018.
- Costa de Marfil,  Ghana,  Países Bajos, Myanmar,  Sri Lanka,  Túnez,  Uganda y  Zimbabue que compitieron por última vez en 2019.